# Blekkenberg
Blekkenberg is een gehuchtje in het uiterst noordwesten van gemeente Alken.
Het is gelegen nabij de dorpskern van Terkoest en de vallei van de Herk.
In Blekkenberg lag het vroegere cijnshof Blekkenberg.
Hetgeen eigendom was van de abdij van Averbode.
Oorkonden van Heers: Notaris Johan Schavarts alias van Bleckenberch oorkondt dat Christine Jan Gielis van Borgheers haar testament van 4 april 1451 vernieuwt. 1467, 13 december Nederlands.
1451-1467
A. Origineel op perkament; transfix van 16 april 1478
Jean Schotte, echtgenoot van Martha van Arnhem, was heer van Saffenbroeck en Bleckenberch. Na zijn dood in 1643 begon er een rechtsgeding voor de Raad van Brabant i.v.m. zijn erfenis, tussen zijn weduwe en mr. Jacques Christoffel d'Awans, dr. in beide rechten in Luik. Er wordt ook een jonker Uldericus Schotte genoemd - zijn zoon? - Martha's vader Laurent was schout van Herk-de-Stad en heer van Landwijck.

Dorpen: Sint-Joris · Terkoest · Alken-centrum 

Gehuchten: Blekkenberg · Buls · Hemelsveld · Hulzen · Nachtegaal · Paradijs · Plein · Rozenkrans · Stationsbuurt · Ter Linden · Waterkant · Wolfke · Zwarte Winning

Waterlopen: Herk · Mombeek · Simsebeek · Kozenbeek

Watermolens: Nieuwmolen · Herckermolen · Groenmolen · Dorpsmolen · Gustingenmolen

Stations: Station Alken · Station Hendrikstraat (voormalig)

Belgische gemeenten · Arrondissement Tongeren · Limburg · Vlaanderen